# Республіка Наталь
Республіка Натальля — бурська республіка, що проіснувала короткий час. Створена в 1839 році місцевими африкаансомовними фоуртреккерами незабаром після битви на Кривавій річці. Республіка знаходиться на узбережжі Індійського океану за межами Східної Капській провінції, і спочатку була названа португальськими моряками. Республіка була завойована і анексована Англією в 1843 році. Після британської анексії Республіки Наталь, більшість місцевих бурських фоуртреккерів перейшли на північ у т. зв. Трансоранжію (Заоранжію). Пізніше на цих територіях утвердилися Оранжева вільна держава і Трансвааль.

## Історія

### Поява європейських поселень та перші невдачі
Перших бурських емігрантів, що прибули сюди очолював Піт Ретіф (бл. 1780—1838), гугенот за походженням. Раніше він проживав на східному кордоні Капської колонії і серйозно постраждав у колоніальних війнах. Пройшовши майже через пустельні райони уверх, Ретіф прибув у бухту в жовтні 1837 р. Під час цієї подорожі він вибрав місце для столиці майбутньої держави, яку він задумав утвердити тут. Він прибув звідти до Дінгаане, короля зулусів, з метою встановлення оренди цієї території голландськими фермерами. Дінгаане погодився на умову, що бури за це повернуть йому, викрадену головою племені Тлоква, худобу. Це завдання Ретіф виконав, і за допомогою місіонера отця Ф.Оуена, що жив у халупі Дінгаане, акт про оренду був складений англійською мовою і підписаний Дінгаане й Ретіфом 4 лютого 1838 р.
Через два дні після підписання угоди Ретіф і все його оточення, 66 білих, окрім слуг-готтентотів, були по-зрадницькому убито за наказом Дінгаане. Король зулусів потім наказав своїм воїнам убити всіх бурів, які увійшли у Наталь. Зулуські сили перетнули Тугелу у той же день, і найкращы бурські загони були знищені на тому місці, де сьогодні стоїть місто Віенен (Weenen). Назва перекладається як «плач» або «плакати». Це місто назвали так, щоб вшанувати загиблих. Інші фермери поспішно озброїлися і змогли відбити напад зулусів. Нападники отримали серйозні втрати у битві біля річки Бушменів. Однак через тиждень після вбивства Ретіфа ще 600 бурських чоловіків, жінок і дітей було вбито зулусами.
Англійська поселенців в бухті, дізнавшись про напад на бурів, були сповнені рішучості зробити акцію відплати за вбитих. Близько 20 чоловік під командуванням Роберта Біггара і з супроводом 700 дружніх зулусів перетнули гирло р. Тугела. У запеклому бою (17 квітня) потужними силами противника англійці були розбиті, і лише чотири європейці змогли повернутися у затоку. Переслідувані зулусами, всі мешканці Дурбана, які вижили змушені були на деякий час сховатися на судні, що у в гавані. Після відходу зулусів менш ніж 20 англійців повернулися жити в порт. Місіонери, мисливці й купці повернулися до Кейптауна.
У той же час бури, які відбили атаки зулусів на їхні ферми, приєдналися до інших з Драконових гір. І близько 400 чоловік на чолі з Гендріком Потхітером і Пітом Уйсом пішли в похід на Дінгаане. Однак 11 квітня вони натрапили на засідку зулусів і насилу втекли від них. Але було вбито самого Піта Уйса та його 15 річного сина Дірка, що їхав поруч з ним.

### Битва на Кривавій річці
Бурські фермери опинилися в жахливому становищі, але до кінця року отримали підкріплення, і у грудні 460 чоловік, на чолі з бурським Генералом Андрісом Преторіусом проводили відплатні акції проти зулусів. У неділю 16 грудня на річці Умслатос вони зазнали нападу з боку більш ніж 10 000 зулусів. Бури мали вогнепальну зброю, і в цьому була їхня перевага над зулусами. Після тригодинного бою зулуси були знищені. Вони втратили тисячі вбитими, в той час як з бурів ніхто не загинув.

### Британці в порту Наталь (сьогодні Дурбан)
Повернувшись на південь, Преторіус і його загони були здивовані, дізнавшись, що Порт-Наталь був окупований 4 грудня 72-м гірським загоном, що був посланий туди з Капської колонії. Фермери-мігранти, за згодою англійців в Порті-Наталь, у травні 1838 р. випустили відозву про володіння портом. Це сталося після пасивного дозволу губернатора Капської колонії (генерал-майора сера Джорджа Напіра), за яким емігрантів запрошували повернутися в колонію, але за умови, якщо порт буде у володінні британського військового флоту. Закріплення окупації порту британським урядом не мало на меті перетворити Наталь у британську колонію. Просто Англія хотіла запобігти створенню незалежної бурської республіки на узбережжі з гавані. Пробувши в порту трохи більше року, гірські загони були виведені у переддень Різдва 1839 р.

## Уряд Республіки Наталь

### Внутрішній устрій
Тим часом бури заснували Пітермарітцбург (Pietermaritzburg), на честь свого вбитого лідера Піта Ретіфа і померлого лідера Герхарда Марітца, зробивши місто своєї столиці і місцем перебування Фольксрааду. У цей час бурська спільнота управляла справами з обережністю і мудрістю, чим створила міцну державу. Але їх нетерпіння до контролю, що відходив від уряду, призвело до катастрофічних наслідків.
Законодавча влада існувала лише номінально і була представлена Фольксраадом (що складався з двадцяти чотирьох членів), у той час як президент і уряд мінялися кожні три місяці. Але щоразу, навіть з дріб'язкових питань скликалися наради «Het publiek», тобто всіх тих, хто мав право голосу. На цих нарадах приймали або відхиляли рішення. «Результатом — говорив Теал, — була цілковита анархія. Рішеннях прийняті одного дня нерідко скасувалися в наступний, і кожен на свій розсуд підкорявся чи не підкорявся законам, які сам приймав… Громадська думка того часу вважала, що сила в землі» (History of South Africa 1834—1854, chap. xliv.).

### Територіальна політика
Хоча бури розбили зулусів в бою, їх не було підкорено чи підпорядковано, оскільки вони продовжували існувати як окрема група з своїм власним правлінням в межах своєї території на півночі і сході, в районі, відомому як Зулуленд. Бури зробили свою владу в Наталі абсолютною, в той час, коли вони приєдналися до Мпанде (Панде), звідного брата Дінгаана в його поході на короля зулусів. Дінгаана був цілковито розбитий і незабаром загинув, Мпанде став царем замість нього за протекцією бурів. Бури в союзі з Мпанде, новим королем, зберегли мир між бурами і зулусами, що дозволило утвердити спокій і стабільність у Республіці Наталь.
Незважаючи на своє непевне внутрішнє становище, поселенці планували розширювати території. Вони, будучи у символічному підпорядкуванні до влади, оселилися у Вінбурзі і Потчефструмі. Бури оголосили себе вільною та незалежною державою під назвою «Республіка Порт-Наталь і суміжних територій», у вересні 1840 р. і чекали від сера Джорджа Напіра у Капській колонії визнання їх незалежності від Великої Британії.
Сер Джордж, не маючи точних інструкцій з Англії, не міг дати остаточної відповіді, але він був прихильним до фермерів Наталю. Це почуття було, однак, змінене тим, що він почав вважати невиправданим напад у грудні 1840 р. на плем'я Коса на півдні Капської колонії. Через деякий час він отримав депешу з Лондона, що королева "не може визнати незалежність своїх власних підданих, однак, що поселення торговців і фермерів можуть існувати на тих же умовах, що й будь-яке інше британське поселення, тобто з розквартируванням збройних сил задля того, щоб виключити можливість втручання у справи Республіки Наталь або її включення до володіння будь-якої іншої європейської держави ". Про це рішення сер Джордж повідомив Фольксраад у вересні 1841 р.

### Британські і голландські впливи
Відповідно до домовленості бури могли легко отримати переваги самоврядування, з урахуванням визнання британського панування, разом з перевагами військового захисту. Бури, однак, сильно обурювалися, що вони не зможуть відмовитися від британського громадянства, але за межами британських володінь вони могли відкинути ініціативи Непіра.
Напір, отже, 2 грудня 1841 р. видав відозву, в якій заявив, що в результаті відмови фермерів бути британськими підданими і їхнього ставлення до племен Кхоса він має намір відновити військову окупацію Порту-Наталь. На це зверенення відповів 21 лютого 1842 р., Н. Бошофф (згодом президентом Оранжевої Вільної держави). У цій відповіді фермери приписували всі свої біди одній причині, а саме, відсутність представницького уряду. Також вони протестували проти британської окупації.
Інцидент, що стався відразу ж після цих подій спонукав бурів упиратися в своїй незгоді з Великою Британією. У березні 1842 р. голландське судно, відіслане Г. Г. Огріом, купцем з Амстердаму, що співчував фермерам-мігрантам, досягло Порту-Наталь, і його капітан, Й. Смелекамп (людина, яка згодом відіграла свою роль у ранній історії Трансваалю і Оранжевої Вільної держави), уклав договір з фольксраадом, що забезпечував протекцію Нідерландів. Бури Республіки Наталь вважали Нідерланди однією з великих держав Європи, яка здатна допомогти їм у боротьбі проти Англії.

## Перехід до колоніального статусу

### Ініціатива Непіра
Британський уряд ще не визначився щодо своєї політики щодо Наталю. У квітні 1842 Лорд Стенлі (потім 14-й граф Дербі), секретар з колоній написав серу Джорджу Напіру, що створення колонії в Наталі мало б малі вигоди й перспективи, але в той же час зазначив, що претензії емігрантів розглядати їх як незалежну спільноту не можуть бути прийняті. Різні заходи були запропоновані, але вони ще більше погіршили ситуацію.
Напір взяв ініціативу на себе і направив полковника Т. Чарльтон Сміта з гарнізоном зайняти Порт-Наталь. Гарнізон прибув 4 травня 1842 р., але наштовхнувся на вимоги бурів, що англійці повинні піти. Капітан Сміт вирішили напасти на бурів, перш ніж вони змогли організувати додаткову підтримку, яку вони очікували. Опівночі на 23/24 травня британські війська атакували добре захищене село «Kongela». Атака провалилася, і Сміт змушений був відступити у свій табір, де він був оточений до 26 червня 1842 р. Але облога була знята за допомогою сил підполковник А. Клоете.

### Анексія
Нарешті, на знак поваги до настирливі прохання сера Джорджа Напіра від 13 грудня, лорд Стенлі погодився на те, ще Наталь стане британською колонією. Інституції наскільки це можливо повинні були існувати відповідно до побажань народу, але основною умовою було те, що повинні існувати на основі відсутності будь-якої дискримінації за відмінністю кольору шкіри, походження, мови чи віросповідання.
Сер Джордж потім призначив Генрі Клоете (брата полковника Джосіаса Клоете) спеціальним комісаром для того, щоб роз'яснити Фольксрааду рішенням уряду. Існувала сильна бурська партії в Наталі бурі, яка рішуче виступила проти англійців, і вона була підсилена численними бурськими загонами, які прибули з Вінбурга і Потчефструму. Комендант Ян Моке з Вінбурга(який допомагав вести облогу капітана Сміта в Дурбані) та інші особи «партії війни» намагалися змусити Фольксраад не приймати британський план. Вони також створили план вбивства Преторіуса, Бошоффа та інших лідерів, які в наш час[коли?] вважали, що єдиний спосіб припинити анархію в країні — це прийняття британського підданства.

### Розширення колонії
За цих обставин завдання сера Генрі Клоете було одним з найважчих. Він поводив себе дуже тактовно і заспокоїв мешканців Вінбурга і Потчефструму, заявивши, що північний кордон Наталю буде пролягати по Драконових горах. 8 серпня 1843 р. Натальський Фольксраад одноголосно погодився на умови, запропоновані лордом Стенлі. Багато хто з бурів, які не визнали британського правління перейшли гори, і на нових місцях постали Оранжева Вільна держава і Трансвааль. Наприкінці 1843 р. було не більше ніж 500 голландських сімей, які залишилися в Наталі.
Клоете, перш ніж повернутися в Кейптаун відвідав Мпанде і отримав від нього цінну поступку. Досі річка Тугела від витоку до гирла була межею між Наталем і Зулулендом. Мпанде віддав Наталю всю територію між річками Буффало і Тугела.

### Наслідки
Проголошена британською колонією Наталь в 1843 році, вона стала частиною Капської колонії в 1844 році. Однак вона не була колонією фактично до кінця 1845 року, допоки не було встановлене ефективне правління на чолі з віце-губернатором Мартіном Вестом. Ось тоді владі фольксрааду настав кінець. Після англо-зулуської війни 1879 року англійці приєднали землі Зулуленду до Наталю в 1893 році. Наталь стала однією з чотирьох головних провінцій Південної Африки. Сьогодні тут існує провінція Квазулу-Наталь. У цій провінції, як і раніше, проживають зулуси. Але тут також існує численна індуська меншина. Білі африканери і нащадки британських поселенців живуть на півночі, здебільшого в містах.